# Uropodoidea
Uropodoidea Kramer, 1881 é a principal superfamília de ácaros da coorte Uropodina, incluindo mais de 1700 espécies subdivididas por 71 géneros e 12 famílias.

## Taxonomia
A superfamília Uropodoidea inclui as seguintes famílias:
- Circocyllibamidae Sellnick, 1926
- Deraiophoridae Trägårdh, 1952
- Dinychidae Berlese, 1916 (sinónimo de Phaulodinychidae Berlese, 1917; 12 géneros, 71 espécies)
- Discourellidae Baker, Edward & Wharton, 1952
- Macrodinychidae Hirschmann, 1979
- Metagynuridae Balogh, 1943 (sinónimo de Metagynellidae Camin, 1953; 1 género, 15 espécies)
- Nenteriidae Hirschmann, 1979
- Oplitidae (5 géneros, 184 espécies)
- Trachyuropodidae (7 géneros, 110 espécies)
- Trematuridae Berlese, 1917 (5 géneros, 406 espécies)
- Trigonuropodidae Hirschmann, in Wisniewski 1979
- Uroactinidae Hirschmann & Zirngiebl-Nicol, 1964 (1 género, 57 espécies)
- Urodinychidae Berlese, 1917
- Uropodidae Kramer, 1881 (sinónimo de Phaulodinychidae Berlese, 1917; 35 géneros, 577 espécies)